# Henry Taylor
Henry Taylor, britanski dirkač Formule 1, * 16. december 1932, Shefford, Bedfordshire, Anglija, Združeno Kraljestvo † 24. oktober 2013, Vallauris, Francija.
Henry Taylor je debitiral v sezoni 1959, ko je nastopil le na domači dirki za Veliko nagrado Velike Britanije, kjer je z dirkalnikom Formule 2 zasedel enajsto mesto. V sezoni 1960 je nastopil na petih dirkah in na dirki za Veliko nagrado Francije je s četrtim mestom dosegel svojo edini uvrstitev med dobitnike točk v karieri, še dvakrat pa je bil blizu točk s sedmim in osmim mestom. Tudi v sezoni 1961 je nastopil na petih dirkah, a se mu višje od desetega mesta ni uspelo uvrstiti, za tem pa ni več nikoli dirkal v Formuli 1.

## Popolni rezultati Formule 1
(legenda) (odebeljene dirke pomenijo najboljši štartni položaj, poševne pa najhitrejši krog, †-uvrščen kljub odstopu)
| Leto | Moštvo                    | Šasija        | Motor             | 1       | 2   | 3       | 4      | 5      | 6     | 7      | 8       | 9   | 10     | Prv | Toč |
| ---- | ------------------------- | ------------- | ----------------- | ------- | --- | ------- | ------ | ------ | ----- | ------ | ------- | --- | ------ | --- | --- |
| 1959 | RHH Parnell               | Cooper T51 F2 | Climax Straight-4 | MON     | 500 | NIZ     | FRA    | VB 11  | NEM   | POR    | ITA     | ZDA |        | -   | 0   |
| 1960 | Yeoman Credit Racing Team | Cooper T51    | Climax Straight-4 | ARG     | MON | 500     | NIZ 7  | BEL    | FRA 4 | VB 8   | POR DNS | ITA | ZDA 14 | 22. | 3   |
| 1961 | UDT Laystall Racing Team  | Lotus 18      | Climax Straight-4 | MON DNQ | NIZ |         |        |        |       |        |         |     |        | -   | 0   |
| 1961 | UDT Laystall Racing Team  | Lotus 18/21   | Climax Straight-4 |         |     | BEL DNP | FRA 10 | VB Ret | NEM   | ITA 11 | ZDA     |     |        | -   | 0   |